# Toshiya Ōno
Toshiya Ōno (大野 敏哉 Ōno Toshiya?) es un guionista de anime y novelista japonés.

## Biografía
Toshiya Ōno nació en Nagoya, Prefectura de Aichi en 1969. Comenzó su carrera como guionista de películas y dramas de acción real. En 2011, fue seleccionado para encargarse de la composición de la serie de anime Sweet PreCure♪, siendo su primer trabajo en el mundo de la animación. En 2012 debutó como novelista con la novelización del anime de NoitaminA Tsuritama, del cual estuvo a cargo de la composición y guion de la serie.

## Trabajos

### Guionista

#### Series de televisión
| Año  | Anime                                              | Estudio              | Funciones                                                                     | Refs.                       |
| ---- | -------------------------------------------------- | -------------------- | ----------------------------------------------------------------------------- | --------------------------- |
| 2011 | Sweet PreCure♪                                     | Toei Animation       | Composición de la serie Guionista (#1-2, 7, 10, 12, 16, 20-21, 36, 41, 47-48) | [ 4 ]                       |
| 2012 | Tsuritama                                          | A-1 Pictures         | Composición de la serie Guionista (#1-3, 7-8, 11-12)                          | [ 5 ]                       |
| 2013 | Gatchaman Crowds                                   | Tatsunoko Production | Composición de la serie Guionista (#1-2, 4-5, 9-12)                           | [ 6 ]                       |
| 2014 | Magic Kaito 1412                                   | A-1 Pictures         | Guionista (#1-2, 5-11, 17, 20)                                                | [ 7 ]                       |
| 2015 | Gatchaman Crowds Insight                           | Tatsunoko Production | Composición de la serie Guionista (#0-1, 7-8, 10-12)                          | [ 8 ]                       |
| 2015 | Subete ga F ni Naru                                | A-1 Pictures         | Composición de la serie Guionista (#1, 4, 7, 10-11)                           | [ 9 ]                       |
| 2017 | Ao no Exorcist: Kyoto Fujōō-hen                    | A-1 Pictures         | Composición de la serie Guionista (#1, 6-7, 12)                               | [ 10 ]                      |
| 2017 | Infini-T Force                                     | Tatsunoko Production | Composición de la serie Guionista (#1-2, 5, 7, 11-12)                         | [ 11 ]                      |
| 2017 | Hōseki no Kuni                                     | Orange               | Composición de la serie Guionista (#1-2, 6)                                   | [ 12 ]                      |
| 2019 | Yakusoku no Neverland                              | CloverWorks          | Composición de la serie Guionista (#1-3, 6, 11-12)                            | [ 13 ]                      |
| 2021 | Yakusoku no Neverland 2nd Season                   | CloverWorks          | Composición de la serie Guionista (#1-4)                                      | [ 14 ] [ 15 ]               |
| 2021 | 86: Eighty-Six                                     | A-1 Pictures         | Composición de la serie Guionista (#1-4, 6, 10)                               | [ 16 ]                      |
| 2021 | Shadows House                                      | CloverWorks          | Composición de la serie Guionista (#1, 5, 9-11, 13)                           | [ 17 ]                      |
| 2021 | 86: Eighty-Six Part 2                              | A-1 Pictures         | Composición de la serie Guionista (#13, 15, 17, 20, 22-23)                    | [ 18 ]                      |
| 2022 | Shadows House 2nd Season                           | CloverWorks          | Composición de la serie Guionista (#1, 11-12)                                 | [ 19 ]                      |
| 2023 | Genjitsu no Yohane: Sunshine in the Mirror         | Sunrise              | Composición de la serie Guionista (#1-9, 12-13)                               | [ 20 ]                      |
| 2023 | LV1 Maō to One Room Yūsha                          | Silver Link Blade    | Composición de la serie Guionista (#1-12)                                     | [ 21 ]                      |
| 2023 | Mushoku Tensei II: Isekai Ittara Honki Dasu        | Studio Bind          | Composición de la serie Guionista (#1-2, 4, 7, 10, 12)                        | [ 22 ] [ 23 ] [ 24 ] [ 25 ] |
| 2024 | Ao no Exorcist: Shimane Keimei Kessha-hen          | Studio VOLN          | Composición de la serie Guionista (#1-4, 7, 10)                               | [ 26 ] [ 27 ]               |
| 2024 | Kenka Dokugaku                                     | Okuruto Noboru       | Composición de la serie Guionista (#1-5, 8-9, 11-12)                          | [ 28 ]                      |
| 2024 | Mushoku Tensei II: Isekai Ittara Honki Dasu Part 2 | Studio Bind          | Composición de la serie Guionista (#15, 18)                                   | [ 29 ] [ 30 ]               |
| 2024 | Shōshimin                                          | Lapin Track          | Composición de la serie Guionista (#1-2, 4)                                   | [ 31 ]                      |
| 2024 | Ao no Exorcist: Yuki no Hate-hen                   | Studio VOLN          | Composición de la serie Guionista (#1, 7, 11-12)                              | [ 32 ] [ 33 ]               |
| 2025 | Ao no Exorcist: Yosuga-hen                         | Studio VOLN          | Composición de la serie Guionista (#1, 12)                                    | [ 34 ]                      |
| 2025 | Shōshimin Series 2nd Season                        | Lapin Track          | Composición de la serie Guionista (#1-2, 4, 7-8, 10, 12)                      | [ 35 ]                      |

#### Películas
| Año  | Anime                                                                 | Estudio        | Funciones | Refs.  |
| ---- | --------------------------------------------------------------------- | -------------- | --------- | ------ |
| 2011 | Sweet PreCure♪ Movie: Torimodose! Kokoro ga Tsunagu Kiseki no Melody♪ | Toei Animation | Guionista | [ 36 ] |
| 2024 | Genjitsu no Yohane: Sunshine in the Mirror Movie                      | Sunrise        | Guionista | [ 37 ] |

#### ONAs
| Año  | Anime                         | Estudio      | Funciones | Refs.  |
| ---- | ----------------------------- | ------------ | --------- | ------ |
| 2014 | Toki wa Meguru: Tokyo Station | A-1 Pictures | Guionista | [ 38 ] |

#### Especiales
| Año  | Anime                     | Estudio              | Funciones                         | Refs.  |
| ---- | ------------------------- | -------------------- | --------------------------------- | ------ |
| 2014 | Gatchaman Crowds: Embrace | Tatsunoko Production | Composición de la serie Guionista | [ 39 ] |

#### Acción real

##### Películas
- Yonimo Kimyō na Monogatari: Haru no Tokubetsu hen (2001)[40]
- Suiyō Puremia: Sekai Saikyō J Horā SP Nihon no Kowai Yoru (2004)[40]
- Simsons (2006)[40]
- Awa Dance (2007)[40]
- Bushidō Shikkusutīn (2010)[40]
- Watashi no Yasashikunai Senpai (2010)[40]
- Yonimo Kimyō na Monogatari: Fall 2014 Special (2014)[40]
- Kurage Hime (2014)[40]
- Flashback (2015)[40]
- Mōsō Kanojo (2015)[40]
- Rajikase (2016)[40]
- Nagai Owakare (2019)[40]

##### Series de televisión
- Tantei Kazoku (2002)[40]
- Dokushin3!! (2003)[40]
- Chugakusei Nikki (2012)[40]

### Novelista

#### Originales
- Toritsu sakuranodai koko kitakubu. (2013, ISBN 978-4-8030-0406-9)

#### Novelización
- Tsuritama (2012, ISBN 978-4-8401-4664-7)
- Gacchaman kurauzu noberaizeshon: Sugane noto tuentififutin tuentishikkusutin. (2014, ISBN 978-4-7580-1358-1)
- Sweet PreCure♪ (2016, ISBN 978-4-06-314879-4)